# Hospedaria Horta Barbosa
A Hospedaria Horta Barbosa existiu em Juiz de Fora, Minas Gerais,  a partir de agosto de 1888, no bairro da Tapera, atual Santa Teresinha, e foi desativada na primeira década do século XX. No local, hoje, encontra-se o 2º Batalhão de Polícia Militar.

## Histórico
Esta hospedaria, a maior e mais duradoura do Estado, funcionava como ponto de acolhida aos imigrantes que chegavam de diversos portos, principalmente do Rio de Janeiro, com destino a Minas Gerais. Os imigrantes que chegavam pelo porto do Rio de Janeiro eram recebidos na Hospedaria de imigrantes da Ilha das Flores, ou outras em outros estados, e depois remanejados a seus destinos pelos contratadores.
Localizar a Hospedaria na região foi uma decisão estratégica: além de centro da mais importante área de cultura de café de Minas Gerais, Juiz de Fora era ponto de entrada no estado, já que muito próxima do Rio de Janeiro, ao qual se ligava por rodovia (a estrada União e Indústria) e ferrovia.
A Hospedaria Horta Barbosa tinha a finalidade de abrigar os imigrantes pelo prazo máximo de cinco dias, mas muitas vezes esse prazo muitas vezes se estendia, pois os estrangeiros não raro passavam lá mais tempo,  aguardando que fossem escolhidos para o trabalho. 